# The Daily Show
The Daily Show es un late show cómico que parodia los programas de noticias. La serie es transmitida por Comedy Central desde el año 1996 en Estados Unidos. Se transmite de lunes a jueves y extrae su forma de comedia y sátira de noticias recientes, así como de figuras políticas, organizaciones de medios y, a menudo, utiliza elementos de Metahumor.  
El programa, en principio, de media hora de duración se estrenó el 22 de julio de 1996 y fue presentado por primera vez por Craig Kilborn hasta el 17 de diciembre de 1998. Luego, Jon Stewart asumió el cargo de presentador desde el 11 de enero de 1999 hasta el 6 de agosto de 2015, haciendo que el programa se centrara más fuertemente en la sátira política y la sátira de las noticias, en contraste con el enfoque hacia la cultura pop durante la etapa de Kilborn. Stewart fue sucedido por Trevor Noah, cuya conducción comenzó el 28 de septiembre de 2015 realizándose desde los estudios de la ciudad de Nueva York.  Noah heredó una audiencia de 3.5 millones en 2015 y dejó el programa con 380 000 televidentes a su renuncia en 2022.
Tras un periodo de transición en 2023 donde el programa ha contado con un elenco rotativo de presentadores invitados, Jon Stewart regresa como presentador de los programas de los lunes por la noche a partir del 12 de febrero de 2024 y durante el periodo previo a las elecciones en EE. UU. 
El programa ha sido popular entre el público joven. El Pew Research Center sugirió en 2010 que el 74 % de los espectadores habituales tenían entre 18 y 49 años, y que el 10 % de la audiencia veía el programa por sus titulares de noticias, el 2 % por informes en profundidad y el 43 % por entretenimiento; frente al 64 %, el 10 % y el 4 %, respectivamente, que opinaron lo mismo de CNN. 
Es el programa de mayor duración en Comedy Central (contando los tres períodos) y ha ganado 24 premios Primetime Emmy.

## Reparto actual

### Corresponsales
| Nombre       | Debut              | Notas |
| ------------ | ------------------ | --- |
| Samantha Bee | Julio, 2003        | «This Week in God», «Are You Prepared?!?»; esposa de Jason Jones.                                                    |
| Jason Jones  | Septiembre, 2005   | «Are You Prepared?!?», «Jason Jones 180»; esposo de Samantha Bee.                                                    |
| John Oliver  | Julio, 2006        | Persona jefe de Inglaterra; «Wilmore-Oliver Investigates»; «Out & About with John & Wyatt»; guionista a partir 2007. |
| Aasif Mandvi | Marzo, 2007        | Corresponsal jefe del Oriente Medio; colaborador de agosto en 2006 y corresponsal desde marzo de 2007.               |
| Wyatt Cenac  | Junio, 2008        | «Out & About with John & Wyatt»; guionista de The Daily Show.                                                        |
| Olivia Munn  | 3 de junio de 2010 | Corresponsal jefe de Asia. Corresponsal jefe de la extracción de minerales (el derrumbe de la mina San José).        |

### Colaboradores
| Nombre         | Debut               | Notas                                                |
| -------------- | ------------------- | ---------------------------------------------------- |
| Lewis Black    | Julio, 1996         | «Back in Black»                                      |
| John Hodgman   | Enero, 2006         | Experto residente, «You're Welcome», «Exper-teasers» |
| Larry Wilmore  | Agosto de 2006      | Corresponsal jefe, «Wilmore-Oliver Investigates»     |
| Kristen Schaal | 13 de marzo de 2008 | Comentarista sobre asuntos de las mujeres            |
| Josh Gad       | 5 de mayo de 2009   | Corresponsal conjunto.                               |

## Reparto antiguo

### Corresponsales
| Nombre                | Años      | Notas |
| --------------------- | --------- | --- |
| Dan Bakkedahl         | 2005-2007 | Sustituto de Stephen Colbert.                                                                                      |
| Mary Birdsong         | 2002      | Corresponsal conjunto.                                                                                             |
| A. Whitney Brown      | 1996-1998 | «Backfire». |
| Steve Carell          | 1999-2005 | «Even Stephven», «Produce Pete», «Dollars and Cents», «We Love Showbiz», «Slimmin' Down With Steve», «Ad Nauseam». |
| Stephen Colbert       | 1997-2005 | «Even Stephven», «This Week In God», «The Jobbing of America».                                                     |
| Nate Corddry          | 2005-2006 | «Brother vs. Brother».                                                                                             |
| Rob Corddry           | 2002-2006 | «This Week In God», «Come On!», «Popular Music Omnibus».                                                           |
| Vance DeGeneres       | 1999-2001 | «Dollars and Cents», «A Tale of Survival».                                                                         |
| Susie Essman          | 1996      | Corresponsal conjunto.                                                                                             |
| Rachael Harris        | 2002-2003 | «Mark Your Calendar», «We Love Showbiz».                                                                           |
| Ed Helms              | 2002-2006 | «Digital Watch», «Ad Nauseam», «Mark Your Calendar», «We Love Showbiz», «This Week in God».                        |
| Laura Kightlinger     | 1999      | Corresponsal conjunto.                                                                                             |
| Beth Littleford       | 1996-2000 | «The Beth Littleford Interview», «bETh».                                                                           |
| Caroline Rhea         | 1996      | Corresponsal conjunto.                                                                                             |
| Rob Riggle            | 2006-2008 | Corresponsal jefe de asunto militares; «Operation: Silent Thunder», «Rob Riggle: Chasing the Dragon».              |
| Mo Rocca              | 1998-2003 | «Dollars and Cents», «Mark Your Calendar», «Mopinion».                                                             |
| Jeffrey Ross          | 1996-1997 | Corresponsal conjunto.                                                                                             |
| Michael Showalter     | 1996      | Corresponsal conjunto.                                                                                             |
| Denny Siegel          | 1999      | Corresponsal conjunto.                                                                                             |
| Miriam Tolan          | 2000‑2001 | Corresponsal conjunto. «Dollars and Cents».                                                                        |
| Brian Unger           | 1996-1998 | «Backfire». |
| David Wain            | 1996      | Corresponsal conjunto.                                                                                             |
| Nancy Walls           | 1999-2002 | «We Love Showbiz», «Popular Music Ómnibus», «Dollars and Cents», mujer de Steve Carell.                            |
| Matt Walsh            | 2001-2002 | News You Can Utilize, «Dollars and Cents».                                                                         |
| Lauren Weedman        | 2001-2002 | «Dollars and Cents», «We Love Showbiz».                                                                            |
| Bob Wiltfong          | 2004-2005 | Corresponsal conjunto.                                                                                             |
| Lizz Winstead         | 1996-1997 | Cocreadora de The Daily Show.                                                                                      |
| Stacey Grenrock-Woods | 1998-2003 | Corresponsal conjunto.                                                                                             |

### Colaboradores y corresponsales por única ocasión
| Nombre           | Años      | Notas                                                             |
| ---------------- | --------- | ----------------------------------------------------------------- |
| Dave Attell      | 1999-2002 | Colaborador, «The Ugly American».                                 |
| Michael Blieden  | 1996-1999 | Colaborador, «Ad Nauseam».                                        |
| John Bloom       | 1996‑1998 | Colaborador, «God Stuff».                                         |
| Rich Brown       | 1996-1999 | Colaborador, «Public Excess». Corresponsal por única ocasión.     |
| Sameer Butt      | 1997-1998 | Colaborador.                                                      |
| Frank DeCaro     | 1996-2003 | Colaborador, «Out at the Movies».                                 |
| Eric Drysdale    | 2001      | Corresponsal por única ocasión y guionista.                       |
| Adrianne Frost   | 2002      | Corresponsal por única ocasión.                                   |
| Jon Glaser       | 2004      | Corresponsal por única ocasión.                                   |
| Dave Gorman      | 2006      | Colaborador, «Poll Smoking».                                      |
| Buck Henry       | 2007      | Colaborador, «The Henry Stops Here».                              |
| Tom Johnson      | 2000-2001 | Colaborador, «Lord Viper Scorpion».                               |
| Andy Kindler     | 2000-2001 | Colaborador, «TV Guy».                                            |
| Demetri Martin   | 2005-2008 | Colaborador, «Trendspotting».                                     |
| Jerry Minor      | 2000      | Corresponsal por única ocasión.                                   |
| Jimmy Nicol      | 1998      | Colaborador, «Invade Canada».                                     |
| Molly Pesce      | 1996-1997 | «Out at the Movies».                                              |
| David Pompeii    | 2001      | Corresponsal por única ocasión.                                   |
| Tom Shillue      | 1998-1999 | Colaborador, «This Week in Hate». Corresponsal por única ocasión. |
| Campbell Smith   | 2001      | Colaborador, «Dollars and Cents».                                 |
| Jeff Stilson     | 1998      | Colaborador.                                                      |
| Paul F. Tompkins | 1998      | Colaborador, «Us People's Weekly Entertainment».                  |
| Dash Worthington | 2010      | Corresponsal por única ocasión.                                   |